# 털과일먹는박쥐
털과일먹는박쥐(Artibeus hirsutus)는 주걱박쥐과(신세계잎코박쥐과)에 속하는 박쥐의 일종이다. 멕시코의 토착종이다. 서식지 감소로 위협을 받고 있다.

## 특징
보통 크기의 박쥐로 전완장은 52~58.4mm이고 몸무게는 최대 47.2g이다. 몸의 털 색은 대체로 갈색빛 회색을 띤다. 주둥이는 짧고 넓다. 창 모양의 잎코가 잘 발달해 있다.

## 생태
폐광이나 작은 동굴과 건물, 바위 더미 아래에 피신한다. 먹이는 과일이다. 3월을 제외하고, 2월과 9월 사이에 임신한 암컷이 포획되는 반면에 젖을 먹이는 암컷은 6월과 8월, 9월에 포획된다.

## 분포 및 서식지
멕시코의 태평양 연안을 따라 시날로아주와 게레로주에 널리 분포한다. 연못과 냇가 근처의 건조한 물가에서 서식하고, 망고와 무화과나무 농장에서도 발견된다.